# Diego Souza (football, 1984)
Diego Souza, de son nom complet Diego de Souza Gama Silva, est un footballeur brésilien né le 22 mars 1984. Il est milieu de terrain.